# Jedovatec

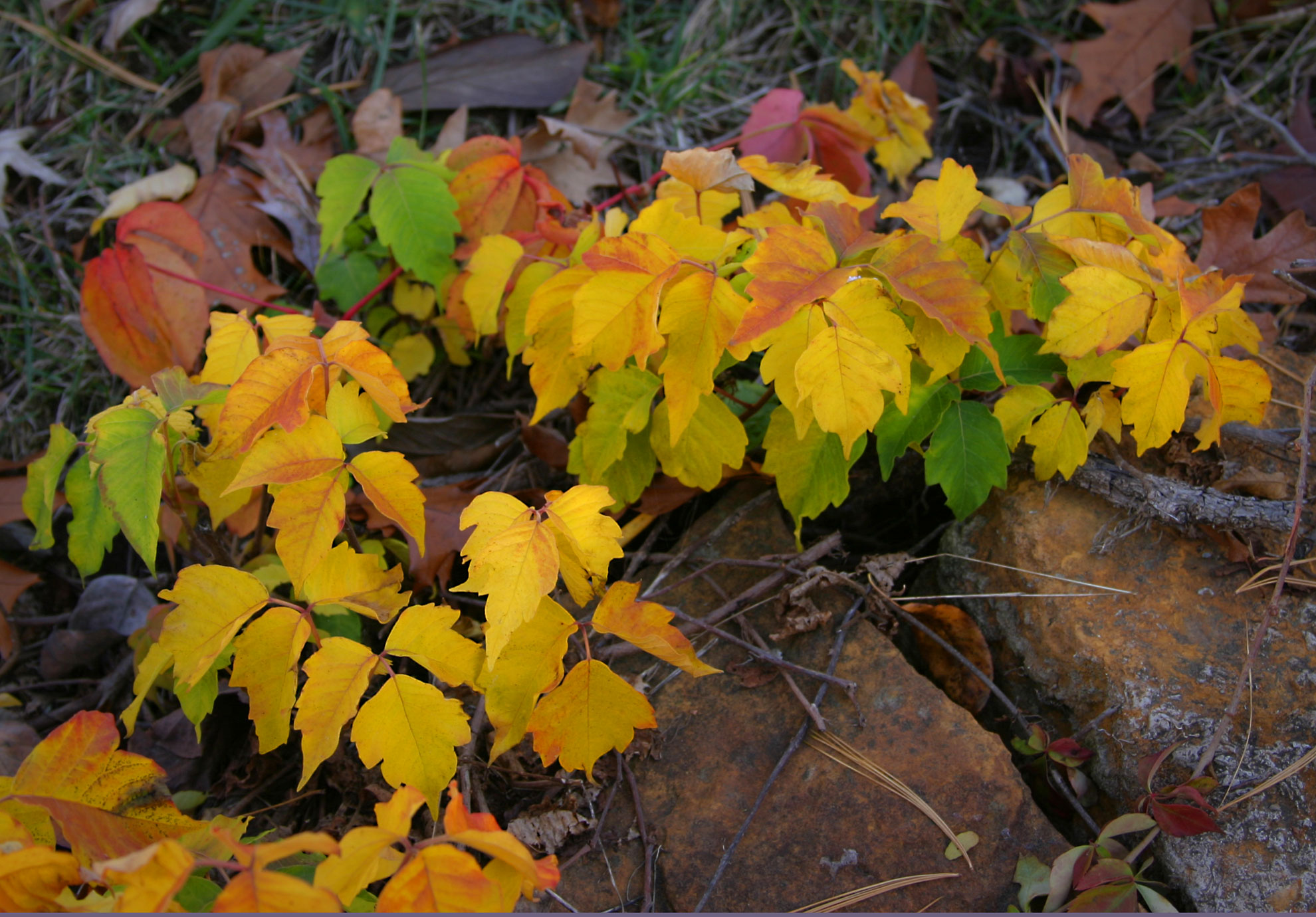
Jedovatec kořenující (Toxicodendron radicans) na podzim

Jedovatec (Toxicodendron) je rod rostlin z čeledi ledvinovníkovité. Jsou to dřeviny se zpeřenými střídavými listy a drobnými květy v latovitých nebo hroznovitých květenstvích. Plodem je peckovice. Rod zahrnuje asi 27 druhů a je rozšířen v Asii a Americe.
Jedovatce jsou známy především tím, že jejich šťáva způsobuje při kontaktu s pokožkou alergické reakce a těžké kontaktní dermatitidy. Účinnými látkami jsou fenolické sloučeniny, urushioly. Nejznámějším zástupcem je severoamerický jedovatec kořenující. Pryskyřice některých druhů je v Asii využívána k výrobě kvalitních a trvanlivých laků.

## Popis
Jedovatce jsou opadavé nebo výjimečně stálezelené, dvoudomé nebo polygamní keře či stromy, případně i dřevnaté liány. Rostliny při poranění roní bělavou, na vzduchu černající šťávu. Listy jsou lichozpeřené, trojčetné nebo výjimečně jednolisté, složené z téměř nebo zcela vstřícných, řapíčkatých nebo přisedlých, celokrajných, zubatých nebo laločnatých lístků. Květy jsou funkčně oboupohlavné nebo jednopohlavné, stopkaté (stopka nečlánkovaná), nejčastěji pětičetné, uspořádané v úžlabních latách nebo hroznech. Květenství je za plodu často převislé. V květech je přítomen kruhovitý nebo laločnatý disk. Kališní lístky jsou na bázi srostlé. Koruna je bílá nebo zelenavá. Tyčinek je pět. Semeník je srostlý ze 3 plodolistů a nese 3 většinou na bázi srostlé čnělky, obsahuje však jedinou komůrku s jediným vajíčkem. Blizny jsou hlavaté. Plodem je bílá, žlutavá nebo šedá, kulovitá nebo ze stran zploštělá, jednosemenná peckovice. Plody jsou lysé, chlupaté nebo i srstnaté. Dužnina (mezokarp) je bílá, voskovitá, s podélnými hnědými pryskyřičnými kanálky. Pecka (endokarp) je tvrdá.

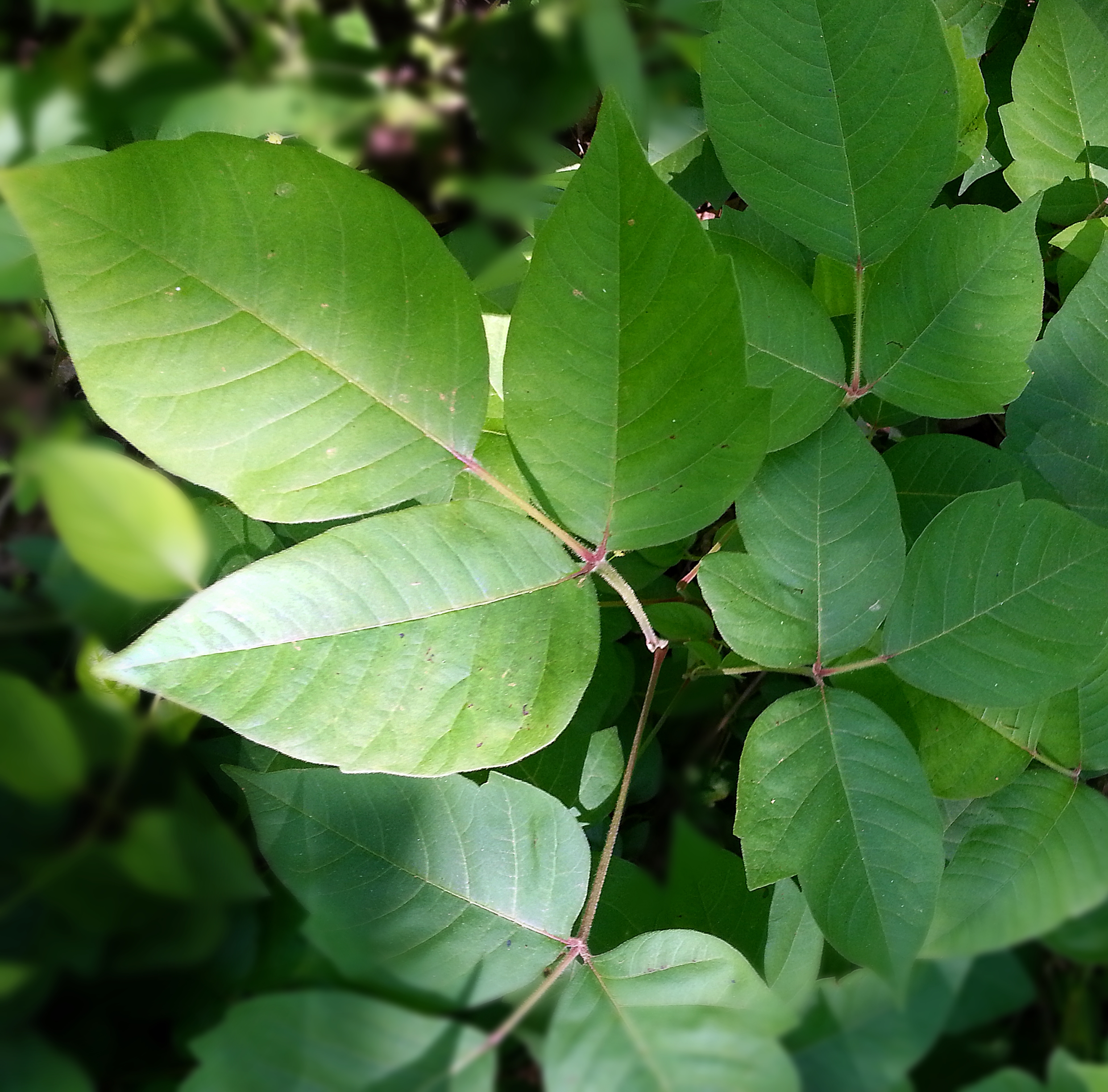
Listy jedovatce kořenujícího
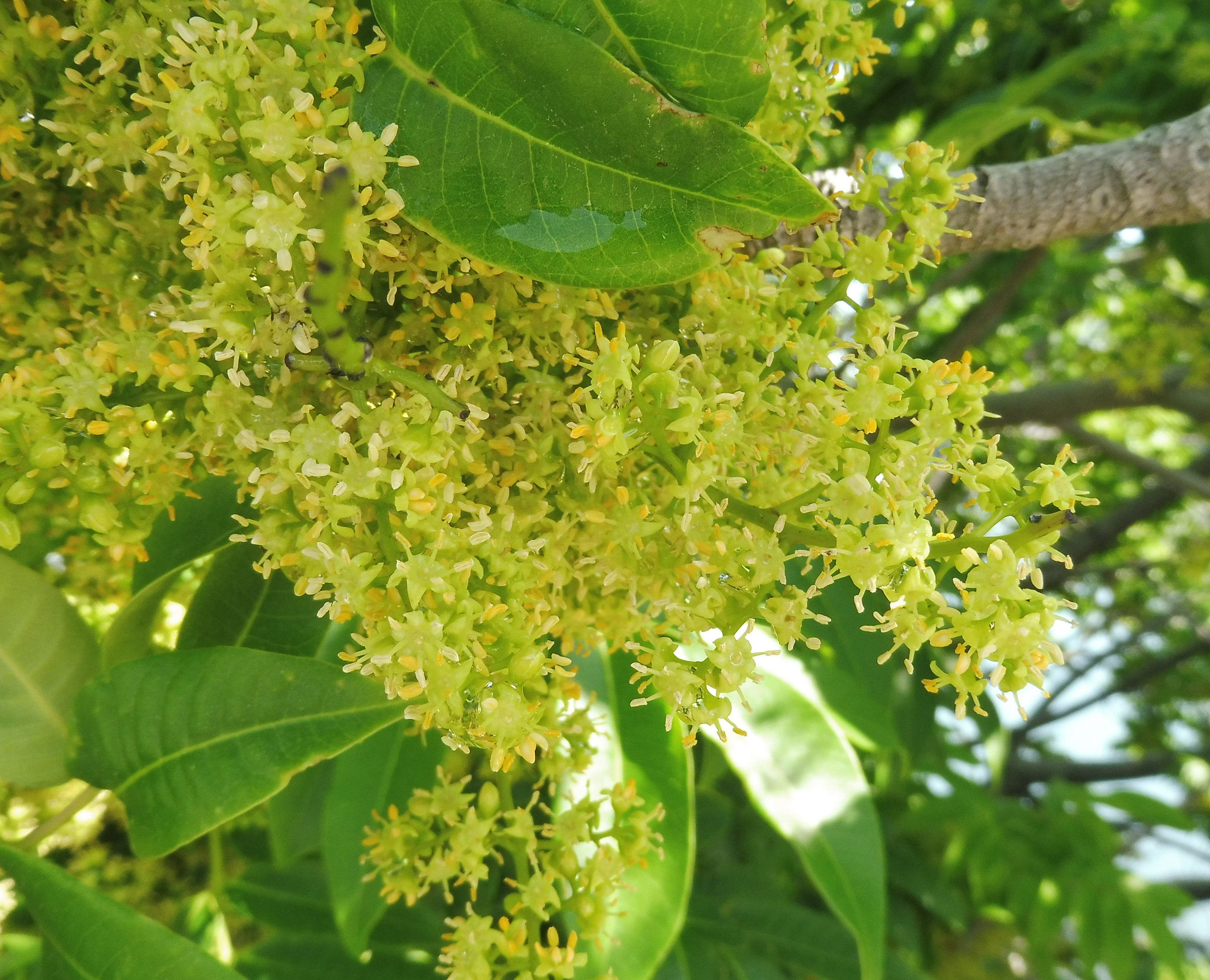
Květenství jedovatce voskového
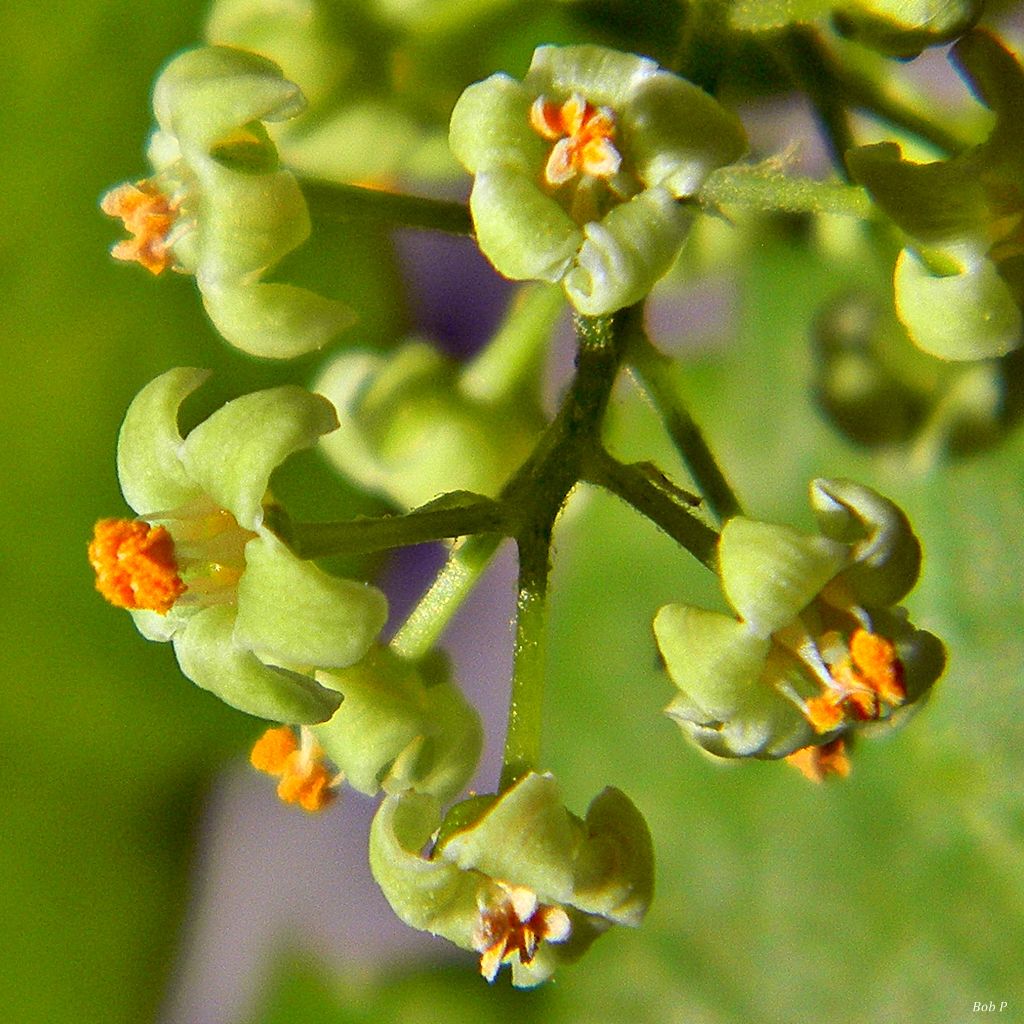
Detail květů jedovatce kořenujícího
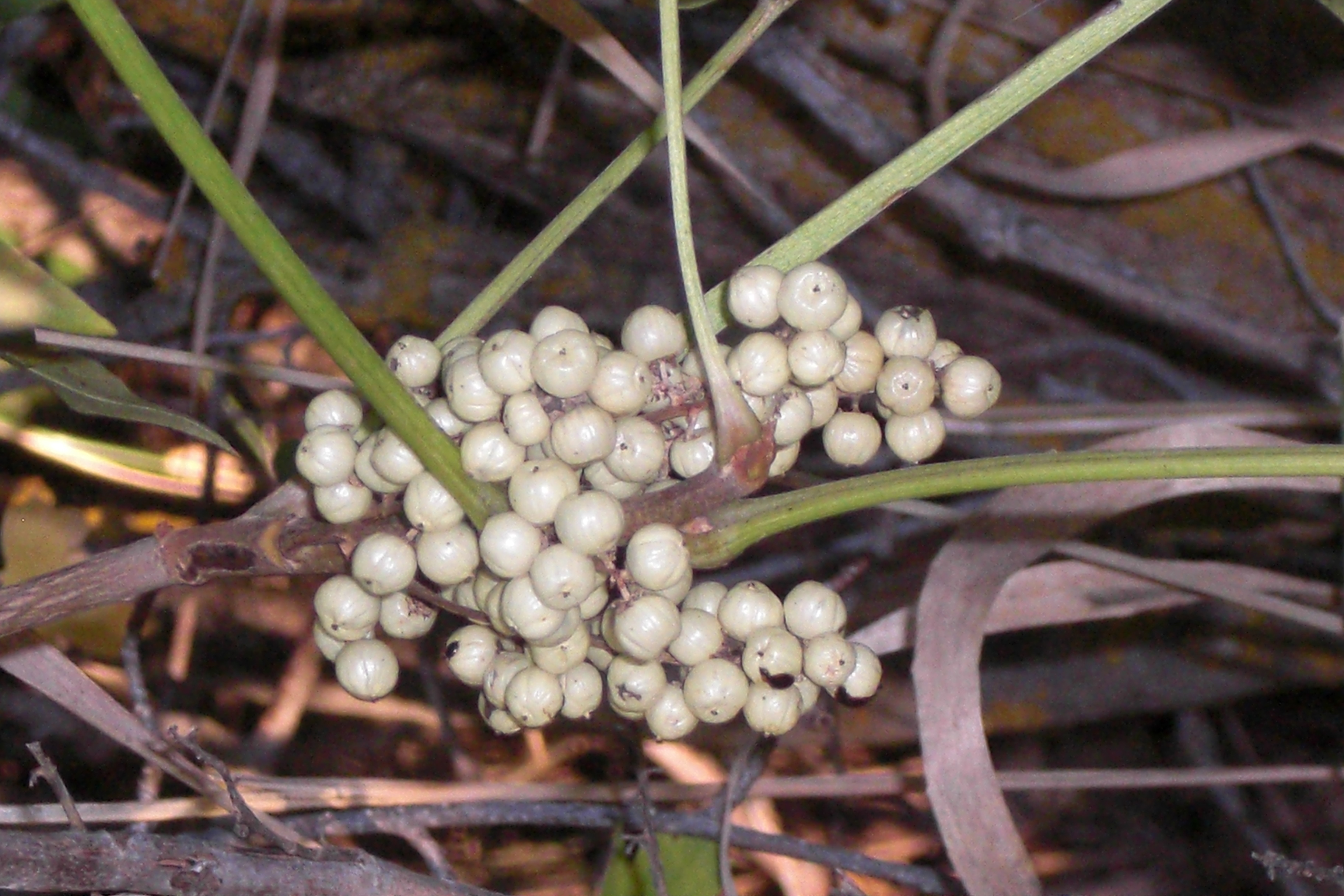
Plodenství jedovatce T. rydbergii

## Rozšíření
Rod jedovatec zahrnuje 27 druhů. Je rozšířen v Americe a Asii.
V Asii sahá areál rodu od západního Himálaje přes Čínu po Japonsko, Sachalin a Kurilské ostrovy a přes Indočínu po Borneo a Jávu. Nevyskytuje se na Nové Guineji, Sumatře a Filipínách.
Z Číny je udáváno 16 druhů, z toho 6 endemických.
V Americe sahá areál rodu od Kanady přes USA, Mexiko, Střední Ameriku a západ Jižní Ameriky po Bolívii. Vyskytuje se i na Bahamách. Zcela chybí v Brazílii a na většině Karibských ostrovů.
V Severní Americe se vyskytuje 5 druhů. Největší areál zde má T. rydbergii, který se vyskytuje v západních i východních oblastech USA a v Kanadě. Rozsáhlý areál ve východní polovině kontinentu má jedovatec kořenující a jedovatec lakový. Výhradně v západních oblastech USA a Kanady roste jedovatec různolaločný.

## Ekologické interakce
Květy jedovatců jsou opylovány hmyzem.
Semena jsou šířena ptáky a savci, kteří vyhledávají plody jako potravu. V Kanadě je vyhledává zejména jeřábek kanadský (Bonasa umbellus) a veverky čikarí červený (Tamiasciurus hudsonicus) a veverka popelavá (Sciurus carolinensis). Semena procházejí jejich trávicím traktem bez poškození a jsou schopna klíčení. V paždí postranních žilek na rubu listů jsou domatia, tvořená shluky chloupků. Obývají je symbiotičtí roztoči.

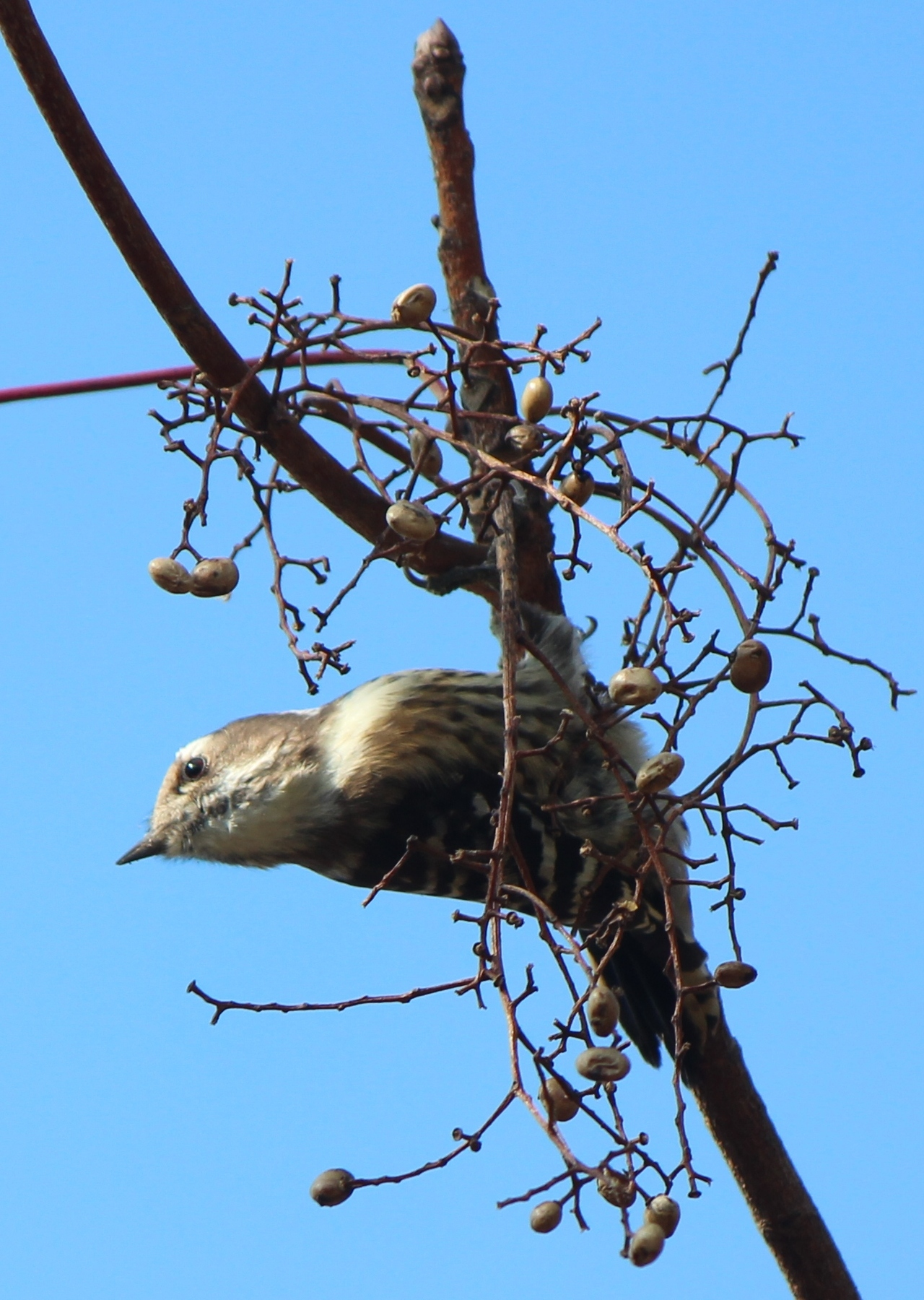
Strakapoud ussurijský na jedovatci voskovém
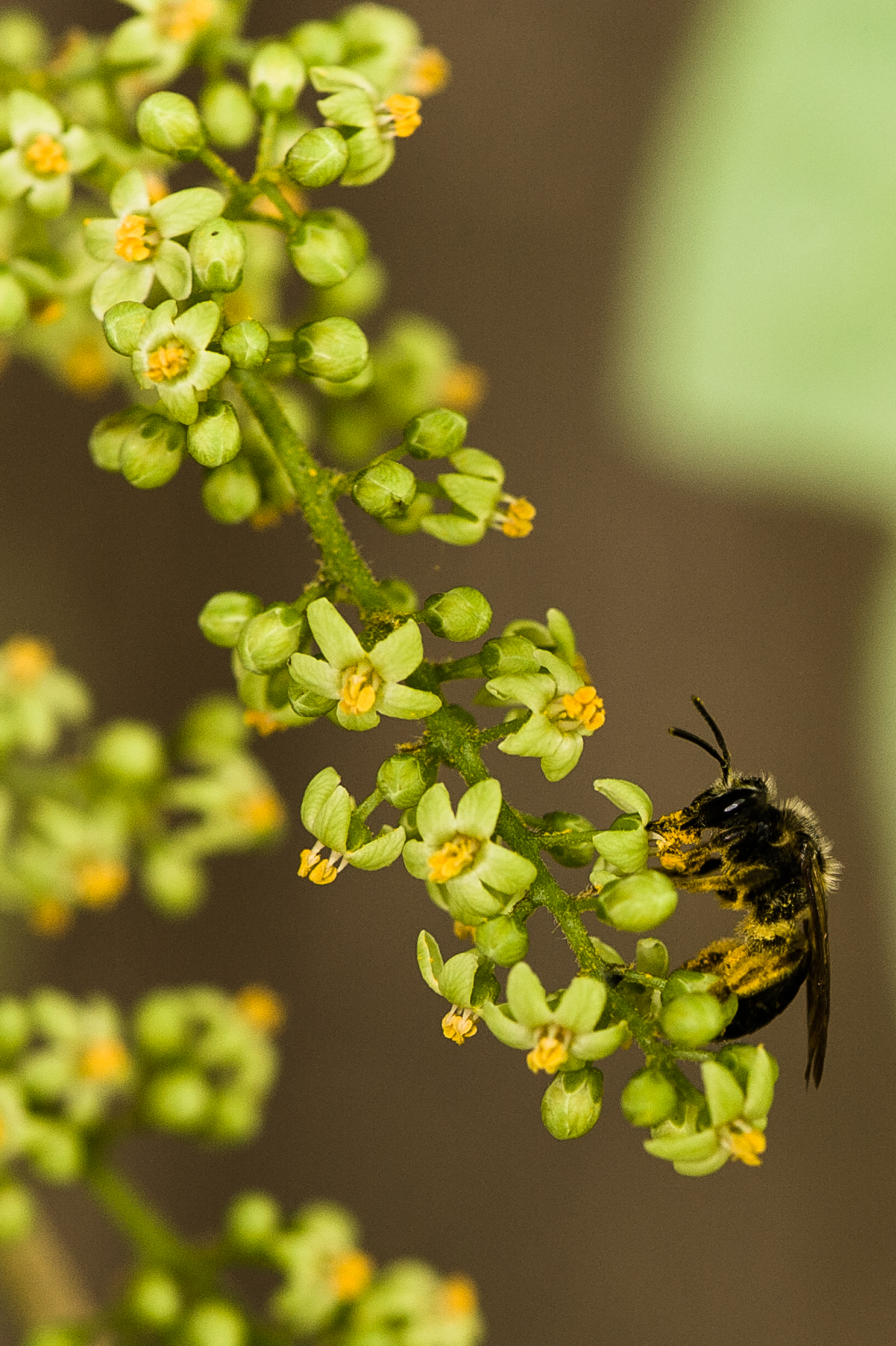
Včela na květech jedovatce kořenujícího

## Obsahové látky a jedovatost

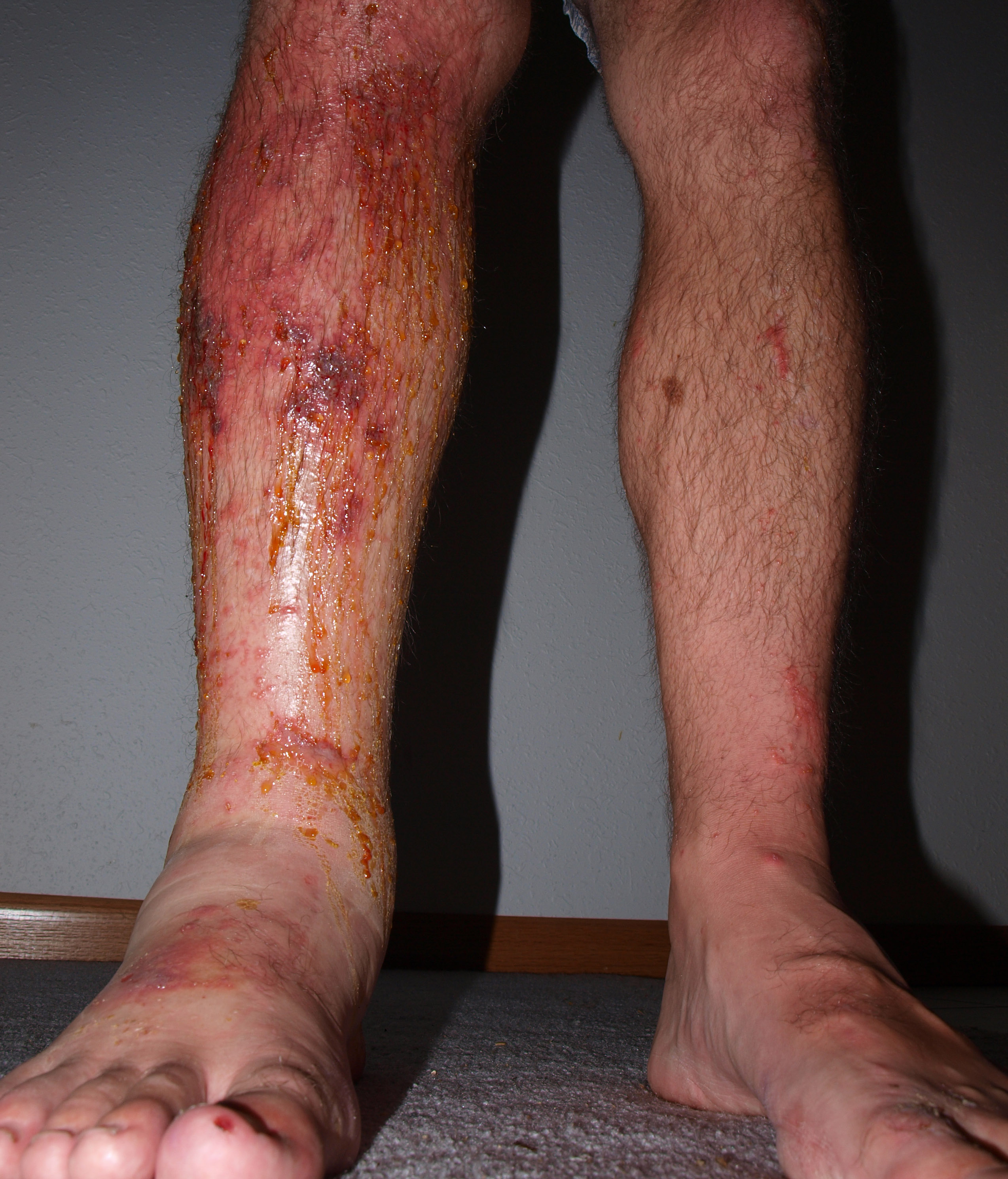
Dermatitida a otok po kontaktu s jedovatcem kořenujícím

Jedovatce jsou známé tím, že na pokožce způsobují silné alergické reakce. V kmeni, kůře, listech i dalších pletivech rostlin jsou pryskyřičné kanálky, obsahující průsvitnou, na vzduchu černající šťávu. Pokud se šťáva dostane na pokožku, vybudí se imunitní systém a zejména u citlivějších jedinců dochází k tzv. senzibilaci. Při opakovaném kontaktu s rostlinou, při němž se ani nemusí jednat o stejný druh rostliny, pak nastupuje prudká reakce imunitního systému, projevující se dermatitidou. Mechanismus účinku spočívá v navázání účinných látek na bílkoviny v kůži. Vzniklý komplex se stává antigenem, na který pak reagují T-lymfocyty a spouštějí imunitní reakci. Silnější reakce se projevuje zarudnutím a otokem, později dochází k tvorbě puchýřů. Postižené místo často pálí, svědí nebo štípe a silně mokvá. Ve vážnějších případech je zapotřebí hospitalizace. K potřísnění šťávou může dojít nejen přímo při kontaktu s rostlinou, ale i skrz kontaminované oblečení, jiné osoby, zvířata, předměty či např. piliny ze dřeva. Rovněž kouř z hořícího dřeva může být nebezpečný.
Účinnými látkami jsou fenolické sloučeniny odvozené od katecholu. Jedná se o skupinu látek s obdobnou strukturou, které jsou hromadně označovány jako urushioly. Základem je katechol, na nějž je na 3. uhlíku navázán nevětvený, nasycený nebo nenasycený postranní řetězec až o 17 uhlících. V jedovatci kořenujícím je obsažen 3-pentadecylkatechol, zatímco v jedovatci různolaločném 3-heptadecylkatechol.
Jedovatce přinášejí nemalé ekonomické ztráty. Např. v Kalifornii je jedovatec různolaločný hlavní příčinou kompenzací pracovníkům za zdravotní újmu při výkonu práce. Počet případů dermatitidy zapříčiněných v USA jedovatcem převyšuje počty všech ostatních případů dohromady.

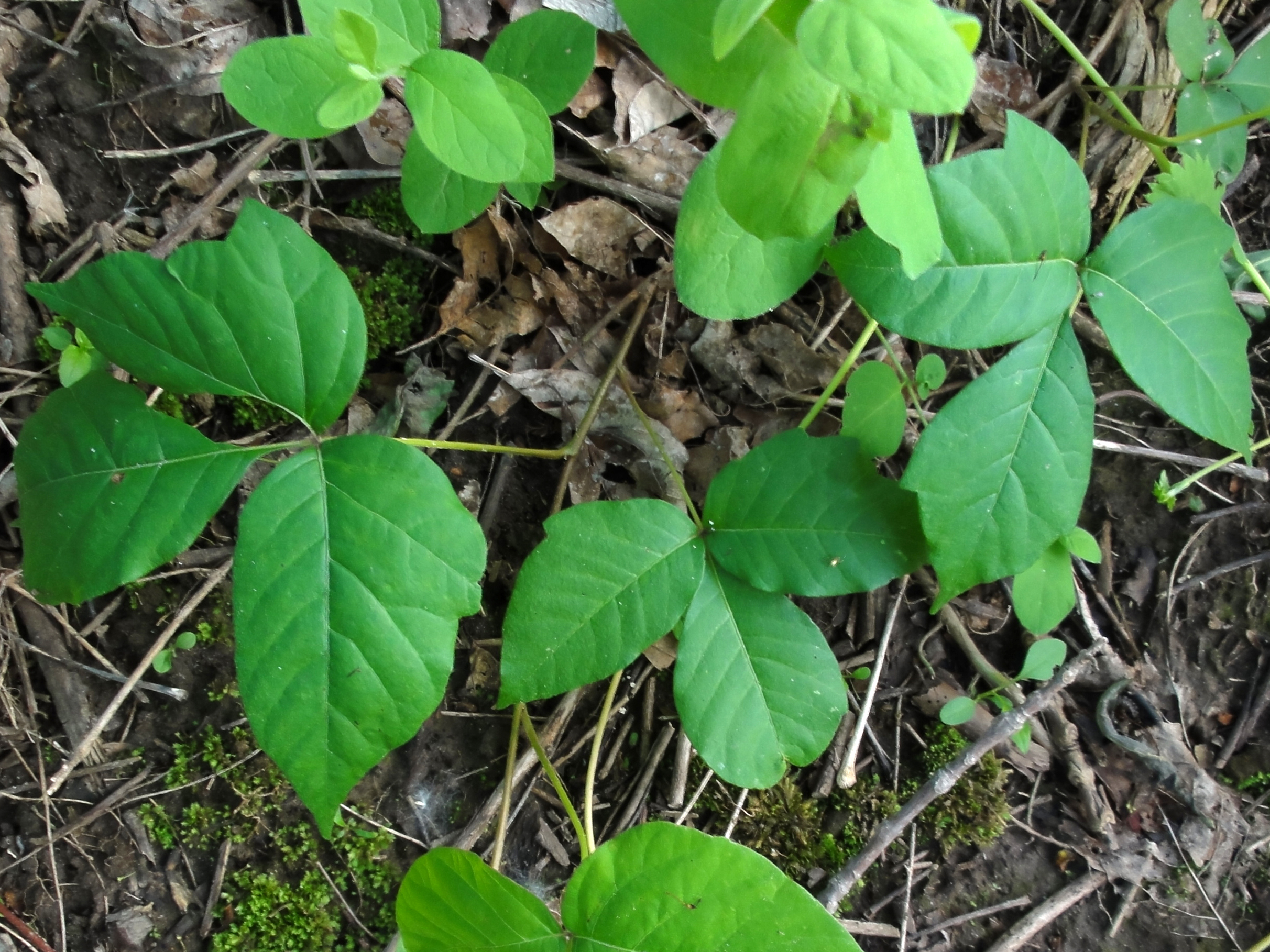
Jedovatec kořenující
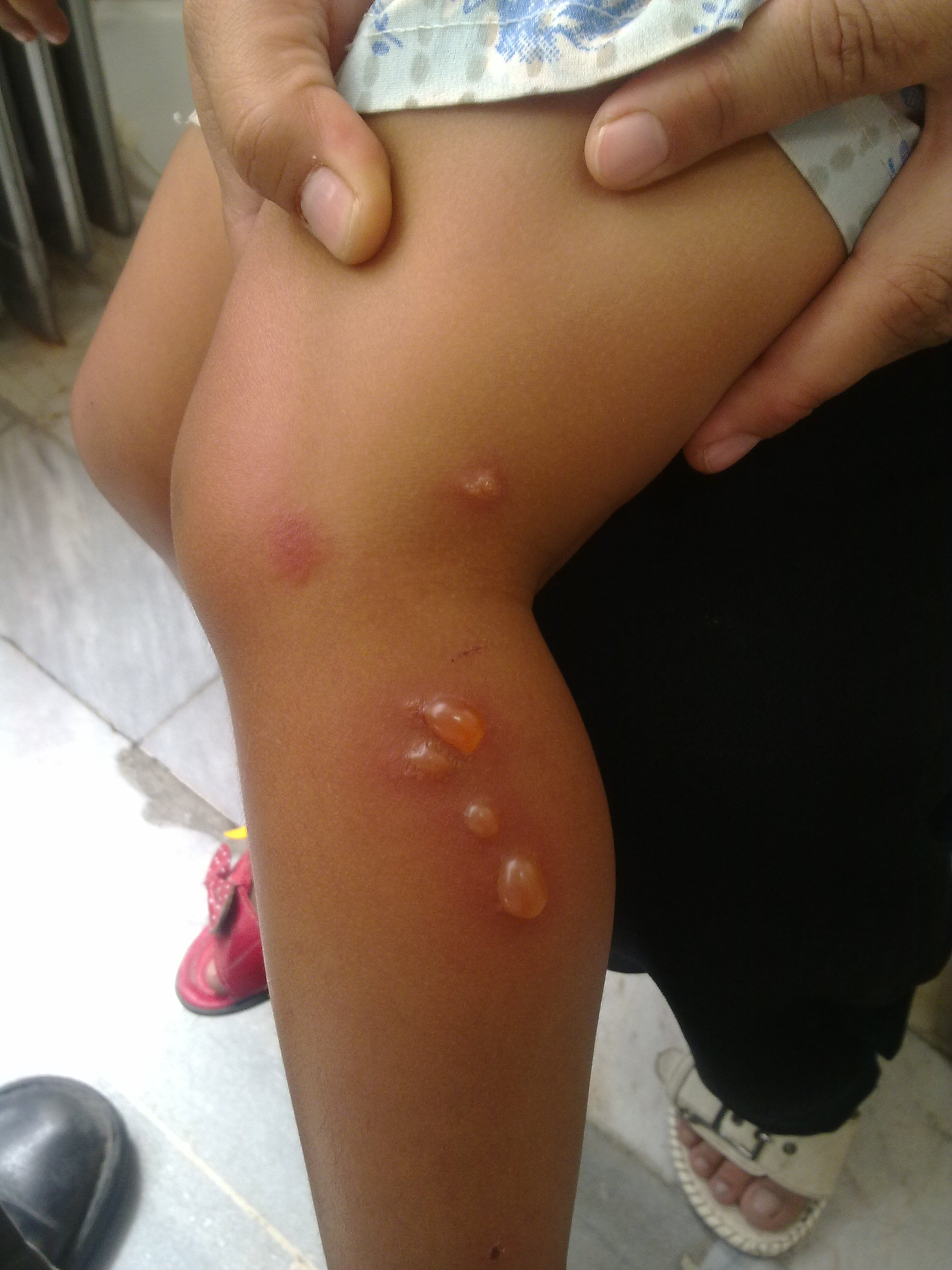
Tvorba puchýřů po kontaktu s jedovatcem
Obecný strukturní vzorec urushiolu
3-heptadecylkatechol ze skupiny urushiolů

## Taxonomie
Rod Toxicodendron je v rámci čeledi Anacardiaceae řazen do podčeledi Anacardioideae a rozsáhlého tribu Rhoeae. V minulosti byl vřazován do rodu Rhus, výsledky molekulárních studií však takové řešení nepodporují.
Nejblíže příbuzné rody jsou Actinocheita, Malosma, Pistacia, Rhus, Schinus a Searsia.

## Zástupci
- jedovatec lakový (Toxicodendron vernix)
- jedovatec dubolistý (Toxicodendron quercifolium)
- jedovatec chlupatoplodý (Toxicodendron trichocarpum)
- jedovatec kořenující (Toxicodendron radicans)
- jedovatec lakodárný (Toxicodendron vernicifluum), syn. jedovatec fermežový
- jedovatec pýřitý (Toxicodendron pubescens)
- jedovatec různolaločný (Toxicodendron diversilobum)
- jedovatec voskový (Toxicodendron succedaneum)
- jedovatec východní (Toxicodendron orientale)[14][15][16][17]

## Význam

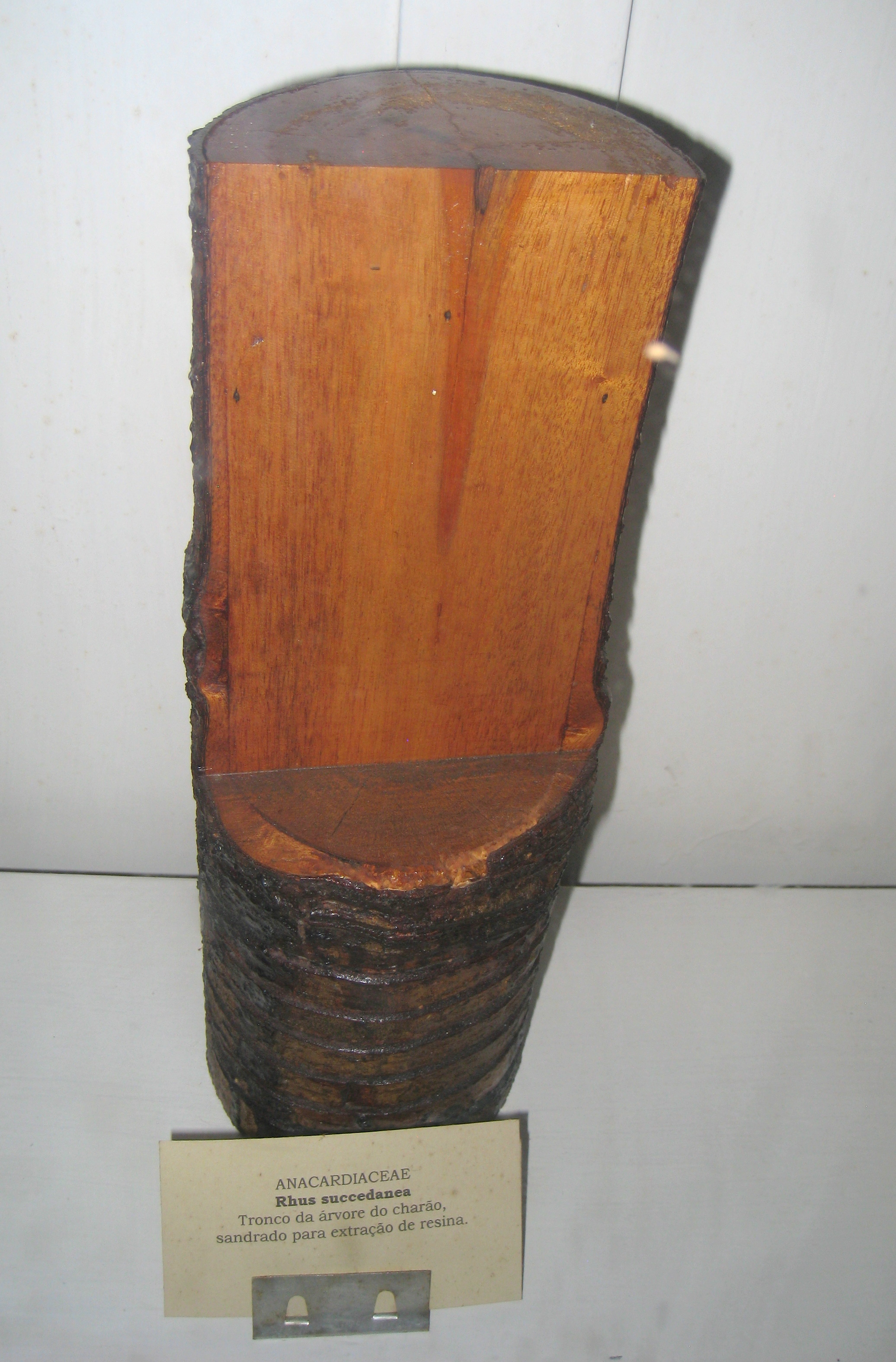
Dřevo jedovatce voskového

Pryskyřice jedovatce lakodárného a jedovatce voskového je v Číně, Myanmaru, Thajsku i Japonsku k přípravě kvalitního a trvanlivého laku, používaného zejména na různé umělecké a řemeslné výrobky. Tyto předměty však mohou i po letech spustit u citlivých jedinců nepříjemnou alergickou reakci. Asijský jedovatec voskový unikl v Brazílii z kultury do volné přírody a stal se invazním druhem.
Jedovatce jsou občas vysazovány i jako okrasné rostliny, při výsadbě je však mít na paměti bezpečnostní hledisko. S některými druhy se lze setkat v českých botanických zahradách. Nejčastěji je jako sbírková dřevina pěstován jedovatec kořenující a jedovatec lakodárný, výjimečně i jedovatec východní nebo jedovatec dubolistý.